# 克于利厄

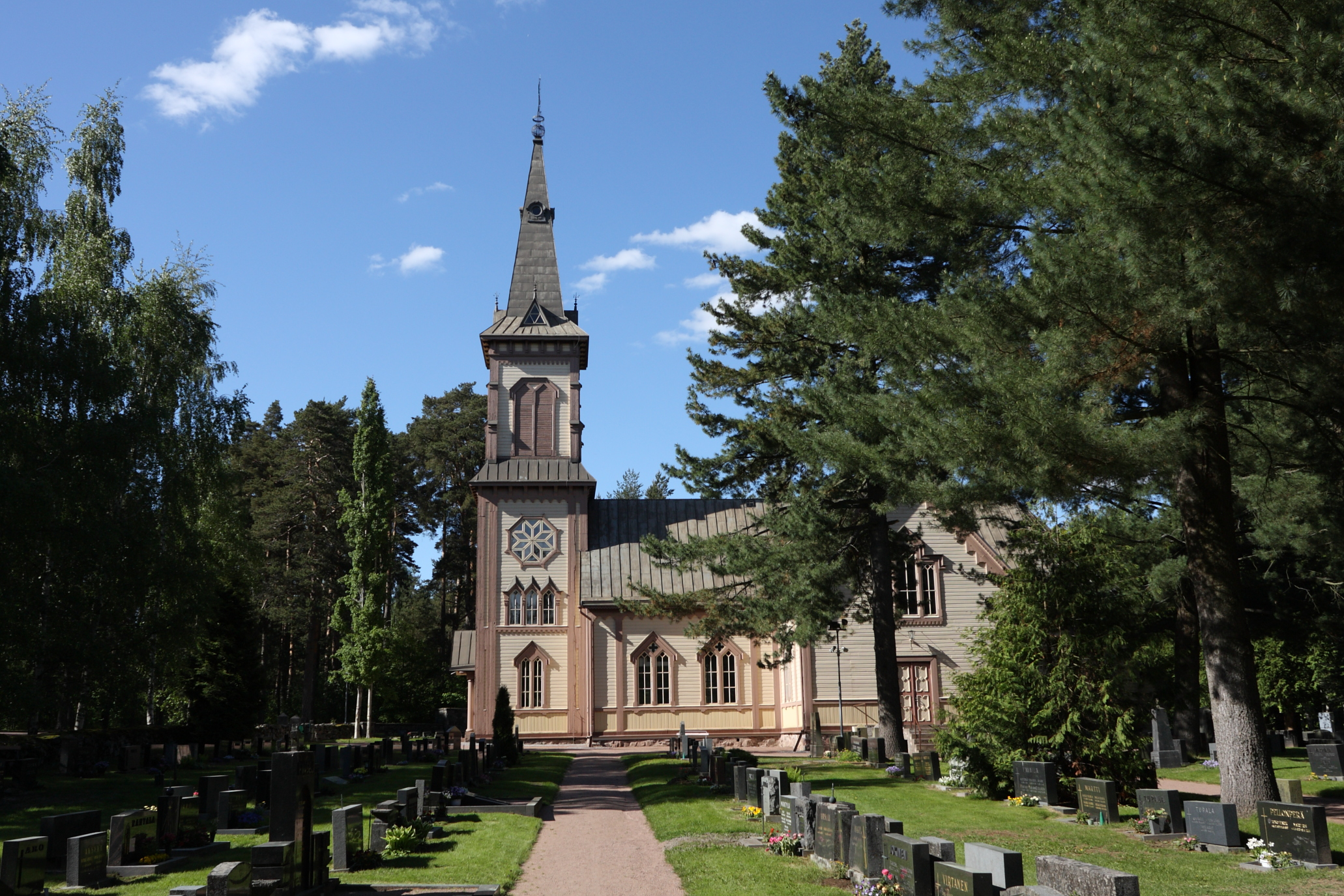
克于利厄教堂

克于利厄（芬蘭語：Köyliö）是芬蘭一个已废置的市镇，位於該國西南部，在薩塔昆塔區内，始建於1870年，面積259.27平方公里，2013年人口2,771，人口密度為每平方公里11.26人。于2016年初并入賽屈萊市镇。

## 外部連結
- 賽屈萊市镇官方网站 （页面存档备份，存于） （文） （瑞典文） （英文） （德文）